# Phyllomedusa araguari
Phyllomedusa araguari är en groddjursart som beskrevs av Giaretta, Oliveira och Marcelo N. de C. Kokubum 2007. Phyllomedusa araguari ingår i släktet Phyllomedusa och familjen lövgrodor. IUCN kategoriserar arten globalt som otillräckligt studerad. Inga underarter finns listade i Catalogue of Life.